# John Wesley Hardin
John Wesley Hardin (Bonham, Texas, 26 de mayo de 1853-El Paso, Texas, 19 de agosto de 1895) fue un forajido del oeste estadounidense del siglo XIX. Reconocido por ser un hábil pistolero, creció en la etapa posterior a la guerra civil en la cual la violencia era una forma aceptada de solucionar conflictos. Después de estar preso por dieciséis años por la muerte de un sheriff, logró convertirse en abogado, pero fue abatido a tiros por un policía de la ciudad de El Paso. 

## Primeros años
Su nombre de pila le fue dado en honor del fundador de los metodistas, pues su padre fue un predicador de esta congregación. Crecido en la etapa posterior a la guerra civil, creció bajo el resentimiento hacia las autoridades federales, como él mismo anota en su autobiografía: 

Los principios de la causa sureña crecían en mi mente grandiosos, resplandecientes y sólidos mientras los meses y los años pasaban. Veía a Abraham Lincoln quemado en efigie y pulverizado en pedazos tan frecuentemente que lo creía el mismo demonio encarnado, pues le estaba oponiendo la más cruel guerra al sur para robarle sus sagrados derechos. Así pueden ustedes ver la justicia de la causa sureña que me fue enseñada en mi juventud, y si nunca renuncié a estas instrucciones en mis años posteriores, seguramente era porque estaba muy convencido en mis primeros adiestramientos. “La manera como doblas una ramita, será la manera como crezca” dice un viejo dicho muy certero. Por todo esto crecí como un rebelde.

Su primer homicidio lo cometió a los quince años en la persona de un antiguo esclavo, de nombre Mage Holzshauzen (asimismo, al parecer, un año antes ya había herido a cuchilladas a un compañero de escuela). Mage había jurado vengarse por haber perdido una pelea contra John y otro amigo; por ello, llegado el momento oportuno, enfiló con un garrote contra Hardin mientras andaba a caballo. Ante el ataque John le disparó varias veces hasta herirlo mortalmente. A pesar de que fue en búsqueda de ayuda para el joven Mage, este murió. Hardin decidió huir, ya que inmediatamente después de la Guerra las autoridades eran muy duras en lo referente a los crímenes cometidos contra gente de raza negra. En su huida se le adjudica haber matado al menos a cuatro soldados de la Unión.

## Vida criminal
Trabajó como maestro de escuela en el condado de Navarro y como cowboy. En tal gaje se le atribuye haber matado a seis mexicanos en una acalorada discusión. Ganándose la vida por medio del juego del póker, mató a un tal Jim Bradley durante una partida. Estando en una vecindad mexicana en febrero de 1871, según cuenta en su autobiografía, al rechazársele un pago durante un juego de cartas, golpeó a uno en la cabeza con la pistola y, disparando a mansalva, quebró el brazo a otro y a un tercero le atravesó el pulmón; por esto, según él, "las buenas gentes de la vecindad dijeron que hice algo bueno". Ese mismo año contrajo matrimonio con Jane Bowen, una antigua novia de su pueblo, con quien tuvo dos hijos.
Por entonces visitó Abilene, en Kansas. Según sus palabras: 

He visto muchas ciudades promiscuas, pero creo que Abilene les da una paliza a todas. El poblado estaba repleto de hombres y mujeres duchos en el juego, apostadores, vaqueros, delincuentes, gente de toda calaña. Bien equipada de bares, hoteles, barberías, y casas de apuestas, todo a disposición.

### Encuentro con Wild Bill Hickok
Allí tuvo un supuesto encuentro con el afamado pistolero Wild Bill Hickok, en ese tiempo marshal del pueblo. Según cuenta, este le pidió que se despojara de sus armas mientras andaba de juerga con unos camaradas en un bar, ante lo cual Hardin rehusó. Al momento de salir Bill del establecimiento, con John detrás de él, alguien gritó; de nuevo Hickok se dirigió a Hardin reclamándole por hacer bullicio y le exigió la entrega de sus pistolas. El tejano lo hizo así extendiendo sus armas, pero de repente giró sus pistolas de tal manera que quedaron frente a Wild Bill. Este al final le dijo: "Eres el chaval más hábil y rápido que he visto. Vamos a dejar esto de lado y seré tu amigo". Sin embargo, hay quienes dudan de este hecho por la reputación de Wild Bill y que él mismo no hubiera dejado caer su prestigio tan fácilmente; además tal truco con las armas era algo común para no haber sido previsto por el marshal. 

### Encarcelamiento
Después de otro encontronazo en agosto de 1872 en Trinity City, donde fue herido gravemente, Hardin fue perseguido sin tregua. Al fin, se entregó él mismo a un sheriff de su confianza, en el poblado de Gonzáles (Texas); este le facilitó la huida dándole una sierra para que cortase los barrotes. En octubre fue prendido en el condado de Cherokee, por el asesinato de cuatro hombres de raza negra, pero escapó nuevamente.
Su vida tomó un rumbo definitivo en 1874, cuando tenía a los Rangers de Texas tras él. En ese año abatió en un intercambio de disparos al sheriff Charlie Webb, en el condado de Brown . Hasta ese momento Hardin había tenido algún apoyo popular por sus acciones, especialmente si la víctima era algún federal, pero Webb era hombre querido y muy respetado en la zona, y esto volvió a la gente en su contra. Las consecuencias de esto fueron fatales: su hermano fue linchado y al menos ocho personas más perdieron la vida, entre familiares y gente inocente. 
Debido a esta persecución huyó a Florida y se hizo llamar J. W. Swain, pero su persona estaba fichada y por su entrega se ofrecía una recompensa de cuatro mil dólares, vivo o muerto. En agosto de 1877 su identidad fue expuesta por un amigo cuando fue golpeado por un manager del ferrocarril, al expresar aquel, públicamente, que no dudaría el reputado Hardin en buscar revancha. Al poco tiempo alrededor de una veintena de oficiales realizaron la captura el 23 de agosto de 1877. En el arresto fue golpeado por ofrecer resistencia a la autoridad cuando intentó sacar su pistola.
Bajo el temor de ser linchado como había sido su hermano, afrontó el juicio en Texas y fue sentenciado a veinticinco años de prisión en la penitenciaría de Huntsville. Según su testimonio:

Mucha gente vino de muchos lugares a ver al notorio John Wesley Hardin, desde la más vetusta dama hasta la señorita que apenas estaba en su adolescencia.
En una ocasión, una chica me dijo que había ido al lugar que pasamos el día anterior, y que no se lo hubiese perdido ni aun por $100 dólares. Le pregunté si estaba satisfecha. Ella dijo: "Oh, sí, le puedo decir a todo el mundo que he visto al notorio John Wesley Hardin, y que es muy apuesto".

Durante su confinamiento fue castigado por diversos intentos de huida; fuera de esto, pudo estudiar leyes y logró autorización para ejercer la abogacía. Salió de prisión bajo juramento en febrero de 1894. Su esposa, a quien tenía un devoto amor, murió un año y cuatro meses antes de su liberación. En ese tiempo también empezó su autobiografía.

## Últimos años y asesinato
En posesión de una nueva vida, trató de ejercer su profesión en la localidad de El Paso, algo que resultó infructuoso a causa de su borrascoso pasado. Al poco tiempo Hardin estaba ya deambulando por los bares de la zona, fanfarroneando, jugando y bebiendo. Mientras, los policías locales estaban al tanto de sus movimientos a causa de su reputación de buen tirador y buscalíos, algo que no pretendió ocultar desde el momento mismo de su llegada. Con todo, si era acusado de portar armas o de algún robo, colaboraba con las autoridades.
En una ocasión amenazó a punta de revólver por una afrenta durante un juego de dados, y recobró el dinero perdido. Interrogado por los periodistas sobre este asunto, respondió: 

Admiro el valor, la virtud y el arrojo donde sea. Pero odio y detesto al cobarde y asesino por naturaleza, sea reportero, periodista o apostador.

En ese tiempo Hardin mantuvo una buena reputación en los juegos de mesa. Un día de agosto del año 1895, en el Acme Saloon, cuando apostaba a los dados con Henry Brown, el policía John Henry Selman se presentó en el lugar y se dirigió hacia Hardin, disparándole por la espalda por detrás de la cabeza y dejando tirado así al delincuente; según algunos, sus últimas palabras fueron: "Cuatro seises a mejorar, Henry".
Una de las versiones que se manejan para explicar este ataque es que Hardin estaba molesto por el arresto que hizo Selman de una amante suya porque aquella llevaba ilegalmente un arma. Desde entonces el tejano amenazaba constantemente al oficial, especialmente si estaba borracho. Según los historiadores, la época de desobedecer a las autoridades sin vergüenza alguna ya estaba en decadencia en época de la muerte del famoso pistolero, por lo que la acción del policía era previsible.